# Lợn Piétrain

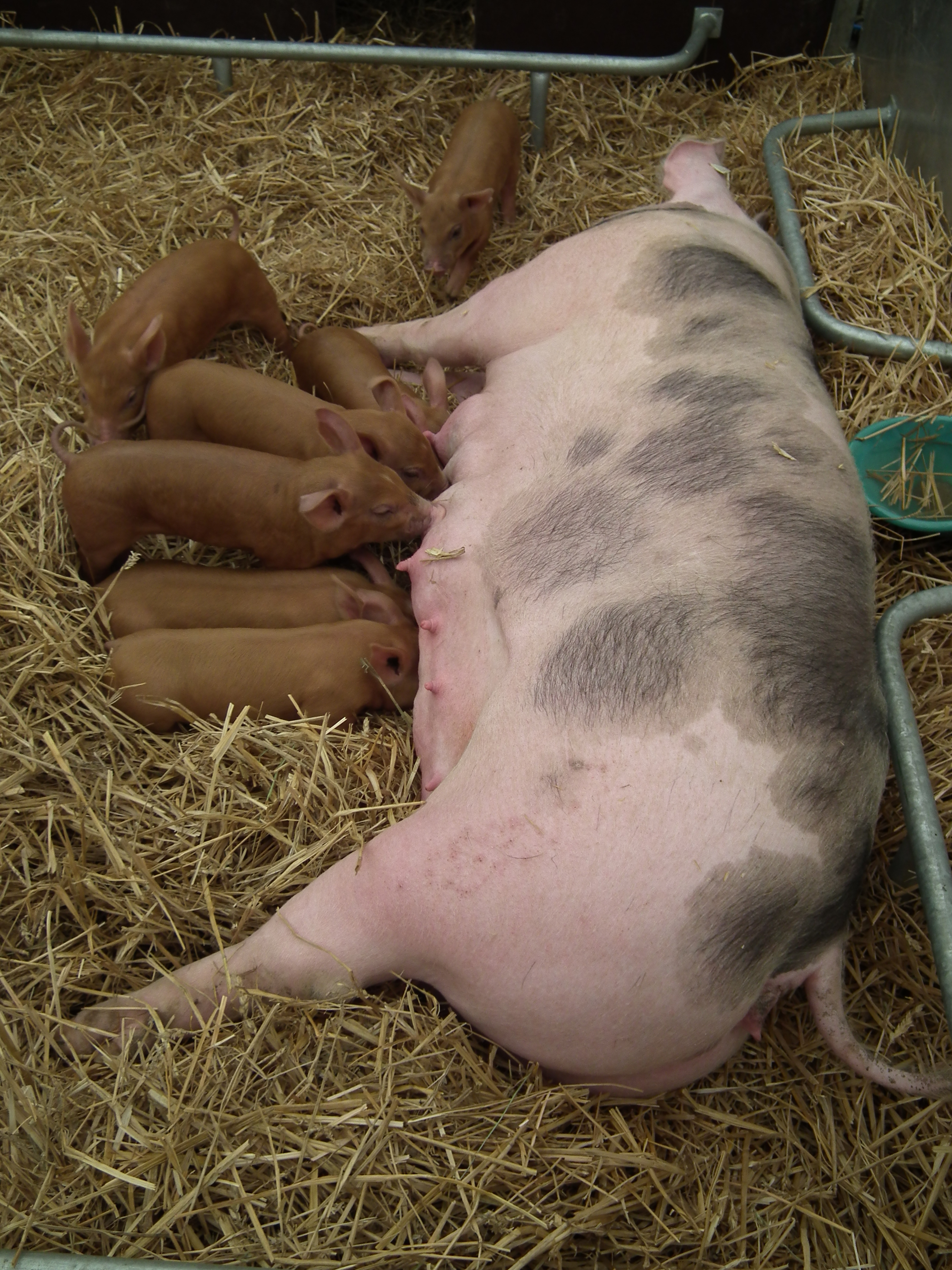
Một con lợn Piétrain

Lợn Piétrain hay Lợn Pietrain là giống lợn có nguồn gốc từ Bỉ và cũng đã phổ biến khắp nơi trên thế giới như Pháp, Mỹ, Canada… Pietrain cổ điển là giống lợn xuất xứ từ làng Pietrain vùng Wallon, Brabant thuộc Vương quốc Bỉ. Lợn Pietrain còn gọi là lợn lực sĩ bởi thể hình cơ bắp cuồn cuộn của chúng. 

## Đặc điểm
Đây là một trong những giống lợn có tỷ lệ nạc cao nhất trên thế giới, có thể đạt 60 - 62%. Lợn đực trưởng thành nặng 270 – 350 kg/con, lợn cái nặng 220 – 250 kg/con, nuôi 6 tháng tuổi đạt 100 kg/con. Chúng có bộ lông và da màu trắng đen xen lẫn nhau, tạo thành các đốm to, rõ và rất đẹp. Pietrain có ngoại hình đặc trưng của một giống lợn siêu nạc điển hình như thân dài, mông nở, đùi to, lưng rộng, hai cơ thăn rất phát triển, cao hơn cả cột sống, tạo ra một rãnh giữa lưng chạy suốt từ vai xuống đến gần mông, tai thẳng đứng, đầu to vừa phải, mõm thẳng, 4 chân thẳng. Lợn có sắc lông đen, bông trắng, ít mỡ, các bắp cơ lộ rõ dưới da, nhất là phần mông, đùi lưng vai. Đây là giống heo nổi tiếng về cho nạc nhưng nhu cầu dinh dưỡng rất cao. Ở 150 ngày tuổi đạt trung bình 80 kg, nọc nái trưởng thành có thể đạt 200 – 250 kg, heo nái mỗi năm đẻ 1.8 lứa, mỗi lứa 8 – chín con. Heo độ dày mỡ lưng dưới 10 mm, tỉ lệ nạc trên quày thịt chiếm 65% như sơ nạc thô, dai, ít có vân mỡ, hương vị không thơm ngon.
Lợn thích nghi kém với điều kiện khí hậu quá nóng, quá lạnh, quá ẩm, và rất dễ mắc các bệnh về dinh dưỡng, sinh sản, hô hấp, tiêu hóa… Hiện nay heo nuôi thuần rất khó ở quy mô gia đình và trang trại nhỏ, các trại lớn thường nuôi để sản xuất đực cuối tạo dòng heo con nuôi thịt, hoặc sản xuất nọc lai 2 máu cho dễ nuôi trong nhân dân hay để cải thiện phẩm chất thịt và tỷ lệ nạc trên một số giống heo khác. Thời tiết nóng hay bị lạnh thậm chí một mũi kim tiêm phòng chạm vào da cũng ngưng ăn, ốm khắc ốm khừ. Mỗi khi bị bắt đưa đi lò mổ chúng tỏ ra rất lo lắng và đau khổ. Chính bởi sự sợ hãi quá đáng ấy đã kích hoạt các hóc môn trong cơ thể khiến thịt bị nhão, nhạt màu, tăng tính axit khiến cho chất lượng giảm hẳn, không còn thơm ngon, ngọt ngào. Chính vì thế mà những con lợn Pietrain không được phổ biến. Lợn Pietrain không thích hợp dùng làm nái, có tuổi đẻ lứa đầu chậm: 418 ngày tuổi (so với Yorkshire là 366 ngày tuổi), và số con sơ sinh bình quân thấp (9 - 10 con/ ổ). Đặc tính ưu việt của heo Pietrain là sử dụng thức ăn rất hiệu quả để chuyển đổi thành nạc, với tỷ lệ nạc cao từ 61 - 63%.
Tuy nhiên, giống heo này kém thích nghi với điều kiện nóng ẩm, dễ bị đột tử khi vận chuyển đường xa và có chất lượng thịt kém do ảnh hưởng của gene Halothane, muốn nhập giống Hampshire nhung giống heo này mang gene Redement Napole (RN) gây acid hóa thịt. Pietrain là một lực sĩ có trái tim thủy tinh, mong manh, dễ vỡ. Vỡ ở đây hoàn toàn theo cả nghĩa đen lẫn nghĩa bóng. Lợn Pietrain có nhược điểm lớn là tim yếu, thích nghi kém với khí hậu nhiệt đới nóng ẩm, khi hoạt động mạnh dễ bị vỡ tim, gây chết đột tử. Lợn rất nhạy cảm với stress. Pietrain có nhược điểm lớn là rất nhạy cảm với stress. Chỉ một tiếng động mạnh như tiếng pháo nổ, tiếng còi xe ô tô là cũng lăn đùng ra chết. Mổ khám rõ ràng là bị vỡ cả tim. Tỷ lệ thịt bị nhão và nhạt màu (thịt PSE) cao, pH của thịt sau khi giết mổ giảm mạnh do thịt bị biến tính nhanh. Do đó, dù có ngoại hình đẹp và tỷ lệ nạc cao nhưng khả năng tiêu thụ lợn giống thấp do không được thị trường ưa chuộng. 

## Lai giống
Người ta lai giữa Lợn Pietrain và Lợn Duroc: Lai giữa đực Pietrain và cái Duroc, công thức lai này không đảo ngược DuPi vì nái Pietrain nuôi con kém, năng suất sữa kém, ít con trên mỗi lứa. Con lai PiDu đực được tuyển lựa để tạo dòng đực cuối rất được nhà chăn nuôi ưa chuộng thay vì phải dùng đực cuối Pietrain hay Duroc nuôi năng suất kém, chậm lớn, khó nuôi.Nhóm đực PiDu không làm giống sẽ thiến cũng với heo nái PiDu để nuôi thịt. Nhóm heo này thịt có tỉ lệ nạc cao (trên 65%), 180 ngày tuổi có thể đạt 85 – 90 kg, mỡ lưng mỏng dưới 10 mm, chất lượng nạc vừa phải, dai, ít hương vị, ít vân mỡ, nhưng giá thành xuất heo thịt cao. Khi lai Pietrain với Duroc và Pidu với Landrace và Yorkshire giúp cải thiện được nhược điểm chân to và sinh sản của Duroc.
Lai giữa Pietrain và Lợn Landrace: Không đảo công thức lai này vì nái Pietrain nuôi con kém, năng suất sữa kém,ít con trên mỗi lứa. Con đực PiLa tạo ra cũng được dùng để phối với nái sinh sản tạo heo con nuôi thịt. Những đực từ công thức này tạo ra nếu không được chọn làm giống thì sẽ được thiến và nuôi chung với nái PiLa làm heo thịt. Cách lai này cũng tạo ra nhóm heo thịt có chất lượng giống tương tự như trên nhưng thịt có hương vị trung bình và giá thành sản xuất cao.
Lai giữa Pietrain và Lợn Yorkshire: Đây cũng là công thức lai tạo đực cuối 2 máu để tạo heo con nuôi thịt. Về ngoại hình heo có sắc lông trắng với ít đốm đen hay xám. Đực thải sẽ thiến và được nuôi thịt cùng với heo cái, những con này lúc 180 ngày tuổi có thể đạt 90 – 95 kg, tỉ lệ nạc trên quày có thể đạt 60 – 65%, độ dày mỡ lưng 12 – 15 mm, thịt ngon vừa phải, ít dai, có vân mỡ, hương vị trung bình, giá thành sản xuất heo thịt trung bình.
Ở châu Âu, công ty đã phát triển một số dòng đực cuối cùng cho các hệ thống lai thương phẩm ở các quốc gia châu Âu dựa trên các giống thuần hoặc lai giữa các giống Large White, Landrace và Pietrain. Trong đó nổi bật là một số dòng như TEMPO (LargeWhite thuần), TYPOR (lai giữa Pietrain và LargeWhite) và TOP PIE (Pietrain thuần). Dòng đực TEMPO (LargeWhite thuần) cho đời con có tính đồng nhất cao, lợn con khỏe mạnh, số con cai sữa tăng, sức đề kháng bệnh cao và chất lượng thịt cao. Dòng TYPOR có tốc độ sinh trưởng nhanh, tỷ lệ thịt xẻ, cơ bắp cao và chi phí thức ăn thấp. Trong khi đó dòng TOP PIE đáp ứng các yêu cầu về chất lượng thịt cao, thịt xẻ và cơ bắp nhiều, chất lượng thịt cực cao, tiêu tốn thức ăn thấp. Công ty Rattlerow Seghers Holding (Bỉ) đã chọn tạo dòng đực Pietrain trắng (khoảng 90% máu Pietrain và 10% máu LargeWhite) từ năm 1989 và đã sử dụng chúng như dòng đực cuối cùng trong hệ thống lai thương phẩm.
Chỉ có dòng Duroc trắng của công ty Fast Kanto (Canada) và dòng Pietrain trắng của công ty Rattlerow Seghers Holding (Bỉ) là tiến hành quá trình chọn lọc tạo dòng qua nhiều thế hệ (bắt đầu từ năm 1989) nhằm ổn định một số tình trạng năng suất, chất lượng thịt loại bỏ gen gây stress (Halothane) ở giống lợn Pietrain bản địa. Quá trình nhân giống tự giao và chọn lọc qua nhiều thế hệ để tạo ra dòng mới từ các tổ hợp lai trên hầu như chưa được thực hiện, ngoại trừ dòng Pietrain trắng (Pietrain x LargeWhite) của công ty Rattlerow Seghers Holding (Bỉ) đã cho tự giao từ thế hệ F1 và chọn lọc qua hàng chục thế hệ với mục đích loại bỏ gen gây stress ở dòng Pietrain bản địa, đồng thời cải thiện năng suất sinh trưởng của giống lợn Pietrain bản địa.
Tỉ lệ thụ thai ở nhóm lợn nái lai được phối giống với đực lai (Hampshire x Pietrain) cao hơn so với nhóm đực thuần Hampshire và Pietrain. Lợn đực giống thuần và lai không có ảnh hưởng đến chỉ tiêu số con đẻ ra và số lượng con còn sống đến 21 ngày, nhưng khối lượng con sơ sinh của đực giống lai nặng hơn 50 gram so với của đực giống thuần. Khi sử dụng được Pietrain ReHal phối với nái thương phẩm cho những kết quả như sau: TTTĂ/kg tăng trọng là 2,96 kg, tăng trọng trung bình 694g/ngày, tỷ lệ móc hàm 82,60%, độ dày mỡ lưng là 20mm và tỷ lệ nạc đạt 59%. Trên lợn lai 4 giống (Pietrain´Hampshire)´Flavonoid (LY) cho thấy tăng trọng trong thời gian nuôi thịt là 913 g/ngày.
Tổ hợp lai Pietrain x (Yorkshire x Móng Cái) cho năng suất sinh trưởng, tiêu tốn thức ăn và chất lượng thịt xẻ (tỷ lệ móc hàm và diện tích mắt thịt) tốt hơn so với tổ hợp lai Landrace x (Yorkshire x Móng Cái), trong khi đó sử dụng công thức lai Pietrain x (Yorkshire x Móng Cái) trong sản xuất sẽ có tác dụng nâng cao tỷ lệ nạc. Lợn đực Pietrain, Landrace và Yorkshire trong các tổ hợp này thích ứng tốt với điều kiện sinh thái miền Trung và con lai thương phẩm không những cho tăng trọng nhanh, giảm chi phí thức ăn mà còn cho tỷ lệ nạc cao, giảm tỷ lệ mỡ và đặc biệt tổ hợp lai sử dụng đực Pietrain thuần là một tổ hợp có nhiều triển vọng về chất lượng thịt.

## Giống mới
Người ta đã truy tìm tận trong gen của lợn lực sĩ để tìm ra thủ phạm là gen Halothan. Các nhà nghiên cứu ở Khoa Thú y - Trường Đại học Liège (Vương quốc Bỉ) đã khắc phục thành công nhược điểm trên khi nghiên cứu tạo ra dòng lợn Pietrain mới, kháng stress khi loại bỏ được gen gây đau khổ cho chúng. Ngoài ra đã tạo ra dòng lợn Pietrain mới, kháng stress (Pietrain kháng gen Halothan, viết tắt là Pietrain ReHal) bằng cách lai ngược với lợn Yorkshire để chuyển một allene N từ locus halothan của lợn Đại Bạch vào bộ gen của Pietrain.
Lợn Piétrain RéHal có nguồn gốc từ Bỉ là một giống lợn nổi tiếng trên thế giới có tỷ lệ móc hàm rất cao 80,8%, tỷ lệ nạc tới 60,9%, tốc độ sinh trưởng nhanh, sử dụng lợn Piétrain phối với lợn nái ngoại F1 (Landrace × Yorkshire) đã được tiến hành rộng rãi để nâng cao năng suất chất lượng thịt ở nhiều nước châu Âu. So sánh với các giống lợn ngoại khác như Duroc, Pidu, Landrace, Yorkshire cho thấy Lợn đực giống Piétrain RéHal có khả năng thích nghi tốt và sản xuất tinh dịch tốt trong điều kiện chăm sóc nuôi dưỡng. Các chỉ tiêu đánh giá về phẩm chất tinh dịch cho thấy tinh dịch của lợn đực Piétrain RéHal đạt chất lượng tốt và đảm bảo quy định về tiêu chuẩn đối với lợn đực ngoại sử dụng trong thụ tinh nhân tạo đáp ứng được yêu cầu nhân giống cho sản xuất.
Pietrain kháng stress thể hiện được tất cả các ưu điểm của Pietrain cổ điển nói trên nhưng đặc tính nhạy cảm với stress đã giảm rõ rệt, đặc biệt là chất lượng thịt sau khi giết mổ đã được cải thiện, tỷ lệ thịt nhão và nhạt giảm đi rõ rệt. Số lượng cá thể lợn có gen Halothan đã giảm rõ rệt. Do khắc phục được nhược điểm này nên giống lợn Pietrain kháng stress đã nhanh chóng được phát triển mạnh ở châu Âu và nhiều nước khá. Nhiều nước khác do không có sự can thiệp của khoa học, không phân tích để loại bỏ tỷ lệ mang gen sợ hãi nên lẫn lộn hết cả, rốt cuộc lợn vẫn lăn ra vì vỡ tim khi có tiếng động mạnh.
Vẫn có khoảng 5% lợn con sinh ra vẫn còn gen quy định sự sợ hãi nên tất cả lợn khi còn nhỏ đều được cắt cụt đuôi để lấy máu phân tích gen, truy tìm số 5% kia sau đó thì lại bỏ để lại 100% những con lợn chỉ biết có mỗi một niềm sung sướng trên đời. Mỗi lần phân tích gen như thế mất trọn 3 ngày với kinh phí khoảng 600.000đ/con. Hàng vạn cái đuôi lưu trữ trong kho đông như vậy. Bởi là giống thuần, để giữ độc quyền trại chỉ bán tinh chứ không bán lợn nái. Nếu số lượng cái sinh ra thừa, đến kỳ giết thịt phải cử người đến tận lò mổ để xem và mang về cho bằng được đôi tai có bấm số về cất trữ. Giống lợn lực sĩ này sau khi khắc phục yếu điểm sợ hãi vẫn còn có khiếm khuyết là chân bé.
Trên những đôi chân sạch sẽ, thon gọn siêu mẫu là các con đực, con nái nặng từ 2,5- 3,5 tạ nên chúng rất hay mắc bệnh xương khớp. Để khắc phục, từ những con đực giống Pietrain kháng stress được đem phối với lợn Duroc thuần tạo ra con lai PiDu dùng làm con đực cuối cùng lai với lợn Yorkshire hay Landrace…tạo ra con thương phẩm có tăng trọng nhanh, phẩm chất thịt tốt. Với mỗi liều tinh giá 50.000đ cấp cho các nông hộ có thể giúp tăng thêm cho họ 1 tạ lợn hơi mỗi lứa. Đàn lợn đã cho ra các thế hệ có chất lượng tốt, bước đầu cung cấp cho thị trường lợn đực giống Pietrain kháng stress, dùng để lai với lợn cái Duroc nhằm tạo ra lợn đực cuối cùng (đực PiDu) nhằm nâng cao tỷ lệ nạc và năng suất thịt mông cao (thịt Jambon).
Việc sử dụng giống lợn đực Piétrain RéHal trong thụ tinh nhân tạo cho đàn lợn nái nếu được ứng dụng rộng sẽ mang lại hiệu quả kinh tế cao hơn cho các trang trại, gia traị chăn nuôi. Mô hình sử dụng lợn đực Piétrain RéHal phối giống với nái lai để phát triển đàn lợn lai 3 giống, 4 giống ngoại hoặc công thức lai có máu nội nhằm tận dụng ưu thế lai của lợn nội (khả năng kháng bệnh tốt, năng suất sinh sản cao, chịu kham khổ tốt) và phát huy tiềm năng của lợn ngoại (tăng khối lượng tốt, tỷ lệ nạc cao) sẽ góp phần nâng cao năng suất và hiệu quả chăn nuôi lợn thịt trong thực tế.
Mô hình nuôi lợn nái lai phối với tinh dịch lợn đực giống Piétrain RéHal theo 3 công thức với số lượng: 20 con lợn nái lai F1 (L x MC); 20 con lợn nái lai F1 (Y x MC); 20 con lợn nái lai F1 F1 (L x Y). Các lợn nái được lựa chọn đã đẻ được từ 2 đến 3 lứa, đạt tiêu chuẩn sử dụng để thụ tinh nhân tạo. Các công thức lai giữa đực giống Piétrain Réhal với lợn nái lai trong các mô hình đều cho năng suất sinh sản tốt. Số con đẻ ra/ổ cao nhất ở công thức lai Pi x F1 (L x MC) là 12,05 con; công thức lai Pi x F1(Yx MC) là 11,95 con và công thức lai Pi xF1 (LxY) với 11,3 con.
Tỷ lệ sơ sinh sống và tỷ lệ nuôi sống đến khi cai sữa ở 3 công thức lai đạt từ 94,35 đến 98,64%. Khối lượng sơ sinh/con đạt từ 1,36 đến 1,58 kg/con; khối lượng cai sữa/con tương ứng là 6,33 kg; 6,26 kg và 6,58 kg; khối lượng ở 60 ngày tuổi/con đạt từ 17,16 đến 19,31 kg. Với khả năng sinh sản của lợn nái lai và khả năng sinh trưởng của đàn con lai đến 60 ngày tuổi có thể nhân rộng mô hình chăn nuôi lợn nái lai phối với tinh lợn đực giống Piétrain Réhal. Mô hình nuôi thương phẩm lợn lai từ lợn đực giống Piétrain RéHal với lợn nái lai. Con lai được tạo ra từ các công thức lai: Công thức Pi x F1(L x MC) 30 con; Công thức Pi x F1(Y x MC) 30 con; công thức Pi x F1(L x Y) 30 con. Khối lượng bắt đầu nuôi thí nghiệm cân được ở 60 ngày tuổi của con lai ở ba công thức lai lần lượt là: Pi × F1(Y× MC) 16,93 kg, ở công thức lai Pi × F1(L × MC) là 16,65 kg và công thức lai Pi ×F1(L × Y)là 19,08 kg.
Sau thời gian nuôi, khối lượng lợn lai xuất bán thời điểm 170 ngày con lai Pi × F1(Y × MC) là 96,23 kg, sau nuôi 172 ngày con lai Pi × F1(L × MC) (95,67 kg), sau nuôi 160 ngày ở con lai Pi ×F1(L × Y) là 105,3 kg; Tỷ trọng tăng khối lượng bình quân đạt từ 0,6-0,7 kg/ngày, trong khi mức độ tiêu tốn thức ăn chỉ từ 2,31-2,56 kg thức ăn/kg tăng khối lượng. Tỷ lệ thịt móc hàm đạt trên 80%, chất lượng thịt tốt, chất lượng thịt lợn thương phẩm có tỷ lệ nạc trên 55%